# Biografielijst Ej

## Ejd
- Inge Ejderstedt (1946), Zweeds voetballer

## Eje
- Jose Marcelo Ejercito (1937), Filipijns filmacteur, filmproducent en politicus (o.a. (vice)president)
- Joseph Victor Ejercito (1969), Filipijns senator
- Luisa Ejercito-Estrada (1930), Filipijns politica en presidentsvrouw
- Jakob Ejersbo (1968-2008), Deens schrijver en journalist

## Eji

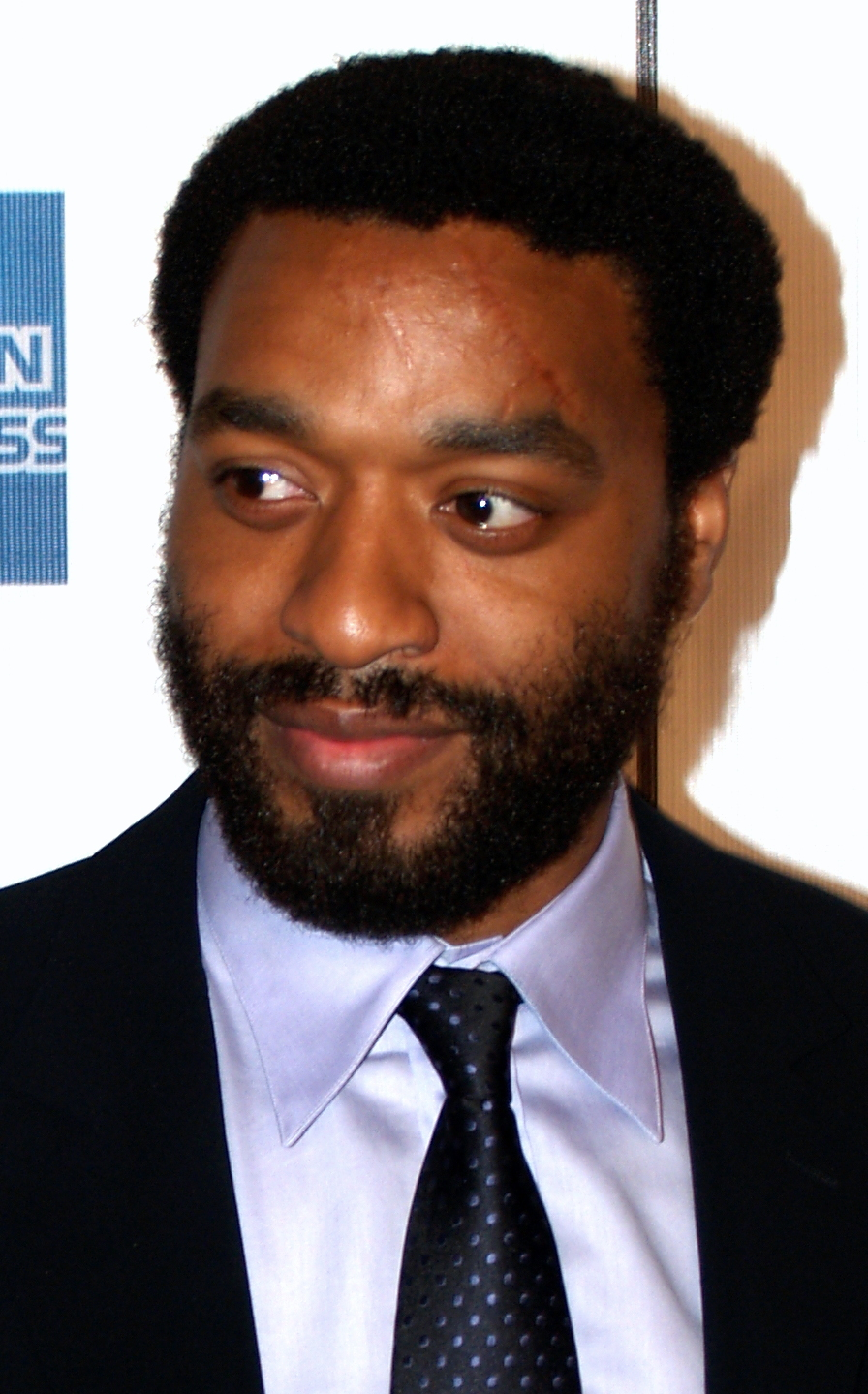
Chiwetel Ejiofor (2008)

- Sentayehu Ejigu (1985), Ethiopisch atlete
- Chiwetel Ejiofor (1977), Engels acteur van Nigeriaanse komaf

## Ejj
- Nadia Ejjafini (1980), Bahreins/Italiaans atlete

## Ejl
- Luiz Ejlli (1985), Albanees zanger

## Ejo
- Carmen Ejogo (1974), Brits actrice

## Ejs
- Oleg Ejsmont (1963), Russisch schaker